# Fabien Pianazza
Fabien Pianazza, né le 7 février 2001 à La Rochelle, est un véliplanchiste français. En 2019, il a été sacré champion du monde junior en RS:X à Gdynia.

## Biographie
En 2006, Fabien Pianazza prend sa première licence au Centre Nautique d’Angoulins, club dans lequel il est encore licencié, avec sa sœur Manon. Dès son plus jeune âge, il cumule les victoires nationales en BIC 293, jusqu’à la consécration continentale en 2015, à Liepaja.
Le passage en RS:X est une franche réussite également. En juillet 2018, Fabien devient champion du monde U19 et obtient une médaille de bronze aux Championnats du monde Youth World Sailing à Corpus Christi. Il conclut de belle manière son été, en montant sur la deuxième marche du podium, aux championnats d’Europe U19. L’année suivante, il confirme les attentes placées en lui en remportant les championnats d’Europe U19. Il enchaine par une victoire aux championnats du monde Youth World Sailing à Gdynia et une autre aux championnats de France espoirs. Ces performances remarquées lui permettent d'être élu espoir de l'année lors de la cérémonie du « Marin de l'Année 2019 ».
En décembre 2019, il rejoint Futur Sport, association promouvant le sport et la jeunesse. En septembre 2021, il rejoint le pole France voile de Brest

## Palmarès

### Championnats du monde
- Médaille d'or en IQFOIL a la Semaine Olympique Francaise de Hyeres en 2023.
- 4e en RS:X aux Championnats du monde Jeunes U21 2020 à Sorrento.
- Médaille d’or en RS:X aux Championnats du monde Youth World Sailing 2019 à Gdynia.
- Médaille de bronze en RS:X aux Championnats du monde Youth World Sailing 2018 à Corpus Christi.
- Médaille d’or en RS:X aux Championnats du monde Jeune U19 2018 à Penmarch.
- Médaille de bronze en RS:X aux Championnats du monde Jeune U17 2016 à Torbole[6].

### Championnats d’Europe
- Médaille d’or en RS:X aux Championnats d’Europe Jeune U19 2019 à Palma.
- Médaille d’argent en RS:X aux Championnats d’Europe Jeune U19 2018 à Sopot.
- Médaille d’or en BIC 293 aux Championnats d’Europe Jeune U17 2017 à Lorient.
- Médaille d'or en BIC 293 aux Championnats d'Europe Jeune U15 2015 à Liepaja[7].

### Championnats de France
- Médaille d’or en RS:X aux Championnats de France espoirs Glisse 2019 à Brest.